# Ne partez pas sans moi
Ne partez pas sans moi è una canzone della cantante canadese Céline Dion, vincitrice del concorso canoro Eurovision Song Contest 1988, portata in gara dalla stessa Dion, la quale rappresentò la Svizzera al festival musicale europeo. Dopo la vittoria, la casa discografica della Dion rilasciò il brano in Europa.

## Contenuti, successo commerciale e pubblicazioni
La canzone è stata scritta dal cantautore turco-svizzero Atilla Şereftuğ e dalla cantante svizzera Nella Martinetti. Il brano vinse l'Eurovision Song Contest con 137 punti, battendo per un solo punto Go di Scott Fitzgerald, rappresentante del Regno Unito. La vittoria di Ne partez pas sans moi permise a Céline di farsi conoscere in Europa e di entrare a far parte del panorama musicale internazionale, diventando una delle voci più popolari del mondo. Il singolo vendette 200 000 copie nel vecchio continente in soli due giorni e più di 300 000 copie in totale, nonostante sia stata la prima canzone vincitrice a non essere pubblicata nel Regno Unito e in Irlanda.
Il singolo fu pubblicato in diversi paesi europei nel maggio 1988 insieme alla sua versione strumentale, inclusa sul lato B. Céline registrò anche una versione tedesca del brano, intitolata Hand in Hand.
Ne partez pas sans moi oltre ad essere stato pubblicato come singolo, fu incluso anche in diversi album della Dion. Nel 1988 il brano fece parte della track-list di The Best of Celine Dion, una raccolta di successi della cantante pubblicata in Europa. Nello stesso anno la canzone fu inserita nell'edizione francese dell'album Incognito. Il brano non fu mai pubblicato come singolo in Canada, anche se apparse come traccia del lato B del singolo D'abord, c'est quoi l'amour. Nel 2005 Ne partez pas sans moi fu inserito nel greatest hits On ne change pas.
Per promuovere il singolo fu realizzato anche un videoclip musicale, pubblicato nel 1988, il che mostrava la Dion mentre cantava su una nave.

## Formati e tracce
LP Singolo 7" (Danimarca) (Mega Records: MRCS 2332, Carrere: 6,15099)
1. Ne partez pas sans moi – 3:07 (Atilla Şereftuğ, Nella Martinetti)
2. Ne partez pas sans moi (Version Instrumentale) – 3:07 (Şereftuğ, Martinetti)

LP Singolo 7" (Francia; Paesi Bassi) (Carrere: 14.454)
1. Ne partez pas sans moi – 3:07 (Şereftuğ, Martinetti)
2. Ne partez pas sans moi (Version Instrumentale) – 3:07 (Şereftuğ, Martinetti)

LP Singolo 7" (Germania) (Carrere: CAR 6.15099 AC)
1. Ne partez pas sans moi – 3:07 (Sereftug, Martinetti)
2. Ne partez pas sans moi (Version Instrumentale) – 3:07 (Sereftug, Martinetti)

LP Singolo 7" (Germania) (Carrere: CAR 6.15100 TS)
1. Hand in Hand – 3:08 (Şereftuğ, Martinetti)
2. Hand in Hand (Instr.) – 3:07 (Şereftuğ, Martinetti)

LP Singolo 7" (Portogallo) (CBS: 651588 7)
1. Ne partez pas sans moi – 3:07 (Şereftuğ, Martinetti)
2. Ne partez pas sans moi (Version Instrumentale) – 3:07 (Şereftuğ, Martinetti)

LP Singolo Promo 7" (Spagna) (Sanni Records: CAR14454)
1. Ne partez pas sans moi – 3:07 (Sereftug, Martinetti)

## Classifiche
| Classifica (1988)              | Posizione massima raggiunta |
| ------------------------------ | --------------------------- |
| Belgio Fiandre (Ultratop 50)   | 12                          |
| Francia (SNEP)                 | 36                          |
| Paesi Bassi (Dutch Top 40)     | 3                           |
| Paesi Bassi (Single Top 100)   | 42                          |
| Svizzera (Schweizer Hitparade) | 11                          |

## Crediti e personale
Personale
- Arrangiato da - D.W. Richards, Atilla Şereftuğ
- Musica di - Nella Martinetti, Atilla Şereftuğ
- Orchestrato da - D.W. Richards, Atilla Şereftuğ
- Produttore - A.P. Keller, Atilla Şereftuğ
- Testi di - Nella Martinetti, Atilla Şereftuğ

## Cronologia di uscita
| Paese       | Data | Formato     |
| ----------- | ---- | ----------- |
| Danimarca   | 1988 | Vinile (7") |
| Francia     | 1988 | Vinile (7") |
| Germania    | 1988 | Vinile (7") |
| Paesi Bassi | 1988 | Vinile (7") |
| Portogallo  | 1988 | Vinile (7") |